# Garnizoen

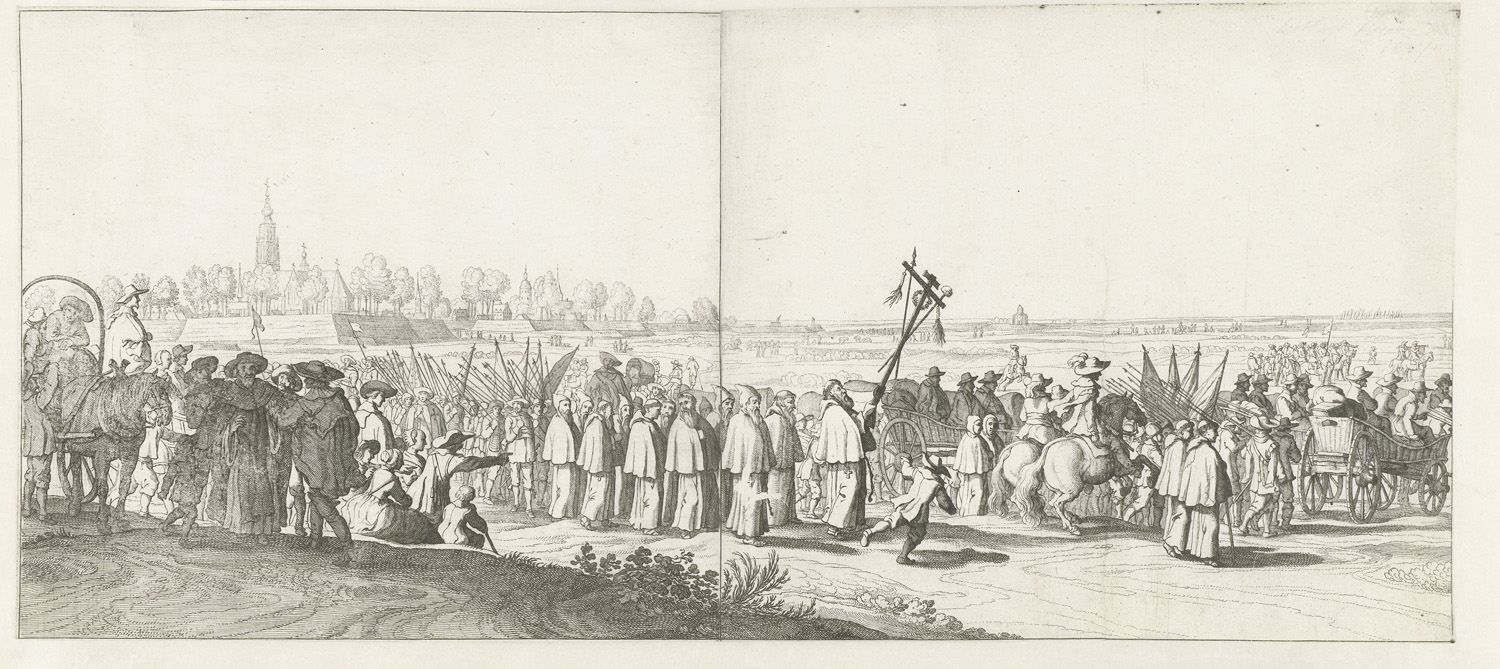
Uittocht van het Spaanse garnizoen na het Beleg van Breda (1637)

Garnizoen (van Oudfrans garnison: bezetting, verdedigingsuitrusting) is een militaire term voor een ongedefinieerd aantal soldaten of militaire onderdelen dat op een specifieke plaats is gestationeerd. Oorspronkelijk ging het om tijdelijke huisvesting om de betreffende plaats te beschermen tegen vijandige aanvallen, later ging het om permanente vestiging als thuisbasis. Een garnizoensstad is een stad van militair belang, waar een of meer legerafdelingen gevestigd is of zijn. Soms zijn er in een garnizoensstad arsenalen, kazernes en vestingwerken of kampen en oefenterreinen.

## Geschiedenis

Vereenigde Provincien der Nederlanden, Jager (garnizoen Nymwegen)

In de periode van het feodalisme hadden enkele heren, de baron of bannerheer, de verplichting een groep krijgslieden in het militaire vechten te onderrichten, ze goed uit te rusten en met deze mensen het grondgebied te verdedigen dat hen door een vorst was toebedeeld. Ook moesten deze heren met een eigen garnizoen opkomen voor de vorst in tijden van oorlog. De krijgslieden woonden veelal op en rond de burcht van de baron, met hun familie. Was er oorlogsdreiging van het eigen grondgebied, kwamen er mensen bij, de reizigers of knechten (huursoldaten).

### Garnizoensstad
Voor oorlogsvoering bestaat een garnizoen alleen uit de soldaten maar het onderbrengen van een garnizoen in een bepaalde plaats hield meestal veel meer in dan alleen de soldaten. Sommige soldaten waren getrouwd en als ze ergens anders gelegerd werden waren ze vergezeld van vrouw en kinderen. Het stationeren van een garnizoen in een andere plaats of de uitbreiding van het bestaande garnizoen bij oorlogsdreiging, kon dus leiden tot een plotselinge toevoeging van een complete nieuwe samenleving binnen een stad, met alle mogelijke voor-  en nadelen van dien.
In beginsel had een garnizoen een eigen organisatie en toezicht, maar men kreeg bijvoorbeeld in 1603 in 's-Hertogenbosch te maken met een plotselinge bevolkingsgroei van ruim vijfduizend personen, met als gevolg een ingestelde avondklok om orde en rust te bewaren. In kleine garnizoenssteden kon het gebeuren dat een garnizoen op een bepaald moment in aantal groter was dan de burgerbevolking. Als er veel troepenversterking noodzakelijk was, konden soldaten bij gebrek of tekort aan kazernes worden ingekwartierd bij burgers.
Of steden over de lange termijn beschouwd economisch baat hebben gehad bij de aanwezigheid van een garnizoen, valt te betwijfelen. De geschiedenis van Maastricht, de grootste garnizoensstad binnen het huidige Nederland tijdens het ancien régime, laat een afwisseling zien van positieve en negatieve effecten. De vele belegeringen en innames van de stad gingen gepaard met grote humanitaire en materiële verliezen. In 1601 werden de inlegeringskosten voor de stad geschat op 60.000 gulden, exclusief de inkwartieringskosten, die geheel ten laste van de burgerij kwamen. Anderzijds leefden veel middenstanders van het garnizoen en had de aanwezigheid van hoge militairen een positieve invloed op het culturele leven in de stad.